# La Pierre
La Pierre är en kommun i departementet Isère i regionen Auvergne-Rhône-Alpes i sydöstra Frankrike. Kommunen ligger i kantonen Goncelin som tillhör arrondissementet Grenoble. År 2022 hade La Pierre 648 invånare.

## Befolkningsutveckling
Antalet invånare i kommunen La Pierre
Referens:INSEE